# アセニア (客船・2代)
アセニア（SS Athenia [əˈθiːniə]）は1923年にスコットランドのグラスゴーで建造され、アンカー・ドナルドソン・ライン社（後のドナルドソン・アトランティック・ライン社）で運航された蒸気タービン式大西洋横断旅客船である。イギリスとカナダの東海岸を結ぶ航路にて運航されていたが、1939年9月3日にナチス・ドイツの潜水艦U-30の魚雷によってウェスタンアプローチで沈没した。
アセニアは第二次世界大戦中にドイツによって撃沈された最初のイギリス船であった。この事件はドナルドソン・ライン社での死者としては最大のものであり、民間人の乗客および乗員117名が死亡した。この撃沈は後に戦争犯罪として断罪された。死者の中には28人のアメリカ人が含まれており、ドイツはアメリカがイギリスとフランスの陣営として戦争に参加することを恐れた。戦時中ドイツ当局はアセニアの撃沈を否定し、1946年まで責任を認めなかった。
初代のアセニアも1918年にイニッシュトラウール島沖でドイツ潜水艦により撃沈されており、同名艦ではドナルドソン・ライン社で撃沈された2隻目の船となる。

## 建造
アセニアはグラスゴーにあるゴーヴァンのフェアフィールド・エンジニアリング造船が建造し、1922年1月28日に進水、1923年4月19日に竣工した。排水量は13,465総トン（GRT）、8,118登簿トン（NRT）、垂線間長526.3フィート（160.4メートル）、型幅66.4フィート（20.2メートル）そして型深さは38.1フィート（11.6メートル）であった。同船は二重減速ギアを介して2軸のスクリューを駆動する6基の蒸気タービンを備え、速力15ノットを発揮した。旅客定員は特別二等客が516名と三等客が1,000名であった。航海装置には1930年までに無線式方向探知機、そして1934年には音響測深儀とジャイロコンパスが追加されている。

## 船歴
アセニアはアンカー・ライン社とドナルドソン・ライン社の合弁会社であるアンカー・ドナルドソン・ライン社にて運用するために建造された。フェアフィールドは姉妹船としてレティシアを建造し、1924年10月に進水し、1925年に竣工させている。アセニアとレティシアはドナルドソン・ライン社で運航された旅客船では最大であった。これらの船は、夏はリバプールとグラスゴー、ケベックとモントリオール、冬はハリファックスを結ぶ大西洋で運航された。
1928年、ハリファックスにピア21遠洋定期船ターミナルが建設された後、アセニアはハリファックスへより頻繁に運航されるようになり、入港した回数は100度を超えた。1935年にアンカー・ライン社は売却され、ドナルドソン社がその資産のほとんどを購入した。1936年にドナルドソン社はドナルドソン・アトランティック・ライン社として再構成された。

## 沈没

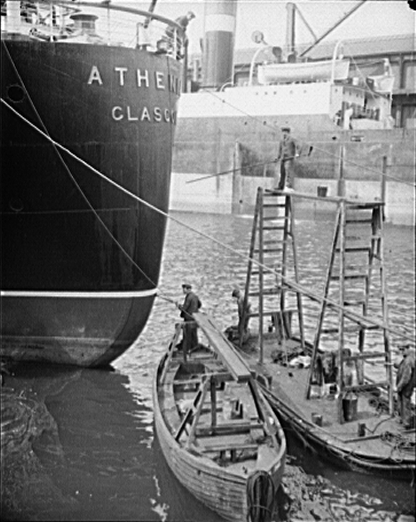
船尾を塗装しているアセニア（1937年）

1939年9月1日、アセニアはジェームズ・クック船長の下、リバプール、ベルファストを経てモントリオールに向かった。船には約500人のユダヤ人難民、469人のカナダ人、311人の米国市民と72人の英国人、315人の乗組員を含む1,103人が乗船していた。いつ戦争が勃発してもおかしくない状況下にもかかわらず、アセニアは運航予定を変更せずに9月2日の13:00にリバプールを出航し、アイルランド、イニッシュトラウール島の北西370kmの海域を航行中にフリッツ・ユリウス・レンプ中尉指揮下のドイツの潜水艦U-30に発見された。レンプ艦長は後に、アセニアが無灯火で通常の航路から外れてジグザグに航行していたため、兵員輸送船、Qシップもしくは武装商船であると判断したと主張した。U-30はアセニアを3時間追跡し、最終的に19:40に両方の船がロッコール島とトーリー島の間に差し掛かった際、レンプは魚雷2発を発射するよう命じた。1発はアセニアの左舷機関室で爆発し、同船は船尾から沈み始めた。

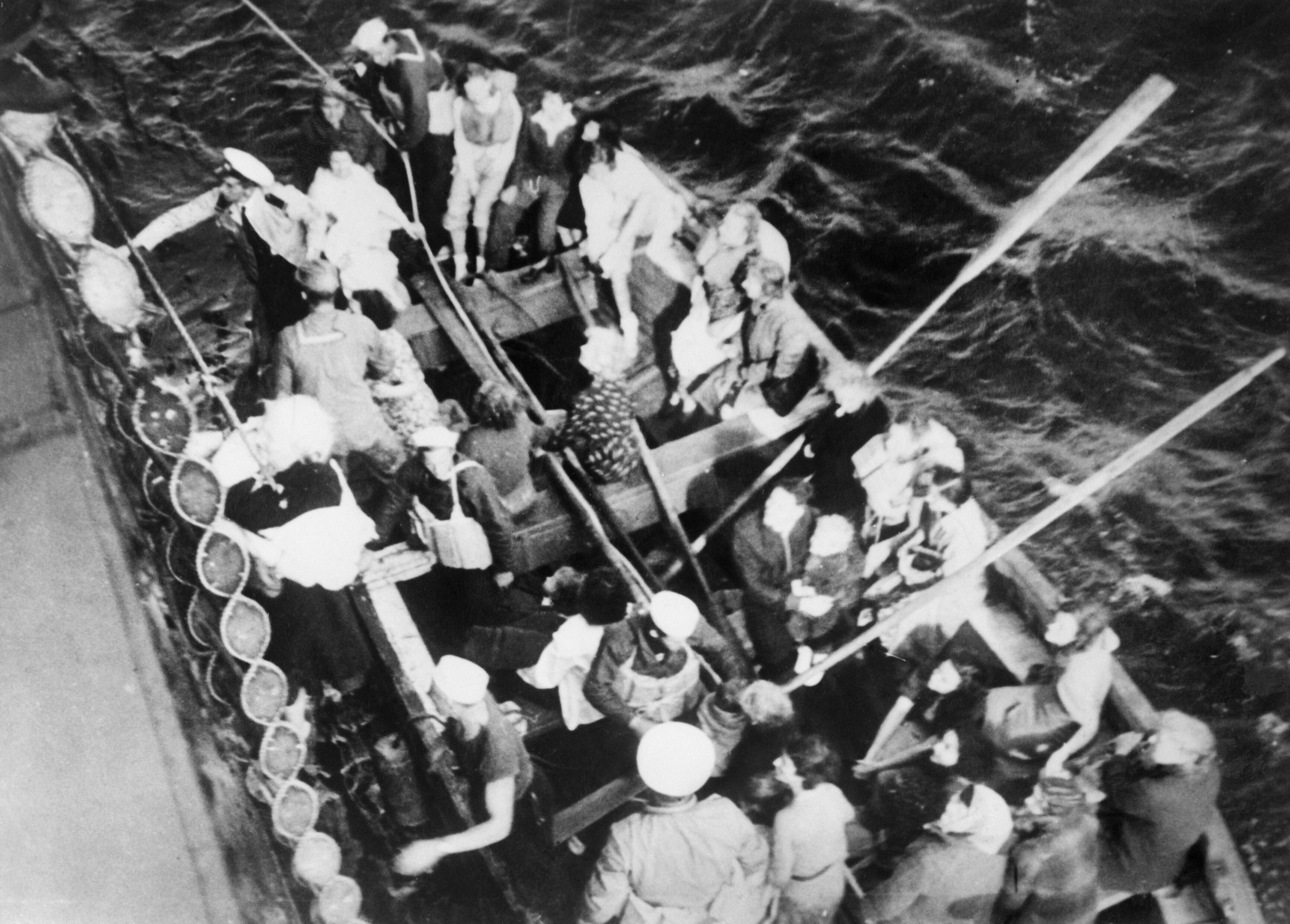
救命ボートに乗った生存者

E級駆逐艦HMSエレクトラを含む数隻の艦船がアセニアの遭難信号に応答した。エレクトラの艦長、サミー・A・バス少佐が現場の先任指揮官として救助の指揮をとり、F級駆逐艦HMSフェイムを対潜水哨戒に派遣した。エレクトラは他のE級駆逐艦エスコートやスウェーデンのヨットサザン・クロス、5,749総トンのノルウェーの乾貨物船MSクヌート・ネルソンそしてアメリカの貨物船シティー・オブ・フリントとともに救助を行い、約981人の乗客と乗組員を救出した。ニューヨークからムルマンスクへ向かっていたドイツの客船ブレーメンもアセニアの遭難信号を受信していたが、イギリスによる拿捕を避けるためにそれを無視している。シティー・オブ・フリントは223名の生存者をハリファックスのピア21へ、そしてクヌート・ネルソンは450名をゴールウェイへ運んだ。
アセニアは14時間以上浮かんでいたが、翌朝10時40分についに船尾から沈没し、乗船者1,418名のうち98人の乗客と19人の乗組員が死亡した。魚雷が命中した機関室及び船尾階段吹抜きで多数の死者が出た。イギリスの乗組員たちは自らの命よりも乗客の命を優先させることで有名であり、そのような事態に備え専門的な訓練を受けていた。それにもかかわらず、救命ボートの1隻がクヌート・ネルソンのスクリューに巻き込まれ、約50名が死亡した。救命ボートNo. 5Aは空のタンカーに横付けし、助言に反して救命ボートNo. 12の船尾にロープを繋いだ。救命ボートと露出したタンカーのスクリューは、わずか15フィート（5メートル）しか離れていなかった。救命ボートNo. 12は空けられた後、漂流して沈み始めた。この事実はクヌート・ネルソンのブリッジに報告された。その後、何らかの理由で同船のエンジン・テレグラフは全速に設定される。救命ボートNo. 5Aの曳航索はその圧力で切れ、同ボートは回転するスクリューへ引き寄せられたのである。
05:00頃に別の事故が発生した。救命ボートNo. 8が波浪によってサザン・クロスの船体後部の下で転覆し、10名が死亡したのである。また、旅客3名が救命ボートからイギリス海軍の駆逐艦に移乗する際、衝突して命を落とした。他の死因はアセニアやその救命ボートからの落水、負傷や凍死である。
死者54人はカナダ人、28人はアメリカ人であり、この事件がアメリカの戦争参戦へ繋がるのではないかというドイツの懸念につながった。

### 余波
アセニア沈没は英語圏全体で大きく報じられたが、それがUボートの攻撃によるものであるという真実は戦後のニュルンベルク裁判まで明らかにされなかった。多数の新聞は第一面に失われた船の写真と、イギリスの対独宣戦布告を報じる見出しを掲載した。例えば1939年9月4日のハリファックス・ヘラルド紙は表紙に「客船アセニア雷撃され沈没す」という大見出しとともに、中段に特大の赤文字で「（大英）帝国開戦」と報じている。
カナダ人の少女、10歳のマーガレット・ヘイワース は犠牲者の1人であり、敵の行動によって亡くなった最初のカナダ人の1人であった。新聞はこの件を広く公表し、「魚雷による10歳の犠牲者」を「カナダ人が団結すべき時」と報道し、その後の戦争報道の基盤となった。1000人が彼女の遺体を搬送する列車を出迎え、ハミルトン市長、市議会、副総督アルバート・エドワード・マシューズ、ミッチェル・ヘプバーン首相やオンタリオ行政府の全員が出席した公の葬儀が行われた。
ドイツのレーダー提督が最初にアセニア沈没を知った際、彼は事実確認を行い、沈没の場所から75マイル（121 km）より近くにUボートは居ないと言われていた。したがって、彼はアメリカの臨時大使に、ドイツ海軍に責任はないと誠意を持って語った。9月27日、U-30がヴィルヘルムスハーフェンに帰投した後、レンプはデーニッツ提督に誤ってアセニアを沈めたと報告した。デーニッツはすぐにレンプをベルリンに送り、そこで彼は事件をレーダーに説明し、レーダーはヒトラーに報告した。ヒトラーは、政治的な理由で事件を秘密にしておくべきだと判断した。レンプのミスは理解できると考えたレーダーは彼を軍法会議にかけないこととし、U-30の航海記録は撃沈を否定する発表に沿って改竄された。
1か月後、NSDAPの公式新聞であるフェルキッシャー・ベオバハターは、イギリスにアセニア撃沈を否定する記事を発表し、当時の海軍第一卿であったウィンストン・チャーチルは、アセニア沈没の中立的な意見を表明すべきと非難した。レーダーは新聞の記事について知らなかったと主張し、もし彼がそれについて知っていたならば、公表を阻止していただろうと述べた。アメリカではギャラップの世論調査にて当初60％の回答者がアセニアはプロパガンダのためにイギリスに沈められたと考えていたが、その後ドイツに責任があるとしており、ドイツに責任がないと信じていたのはわずか9%だった。一部の反介入派は自制を求めると同時に、沈没への嫌悪感を表明し、ボーク・カーターはそれを犯罪行為と表現した。
ドイツに責任があると完全には信じなかった人もいた。ハーバート・フーヴァーは、「下手なドイツ人でさえそのようなことをするとは信じられないほど貧弱な戦術だ」と疑念を表明し、ノースカロライナ州上院議員のロバート・ライス・レイノルズは、ドイツがアセニアを沈める動機はないと否定した。せいぜい、そのような行動は「沈没から得られる利益はなく、ドイツに対して世界、特にアメリカをさらに煽るだけである」と彼は発言した。彼はイギリスには「アメリカ人を激怒させる」という動機があったかもしれないと付け加えた。
ニュルンベルク裁判でのレーダー提督に対する訴訟の最中、1946年1月になって初めて、デーニッツ提督の声明が読まれ、アセニアがU-30によって魚雷攻撃を受け、それを隠蔽するための工作が行われた事を認めた。アセニアを武装商船と間違えたと主張したレンプは、事実を隠すための最初の一歩として潜水艦の航海日誌の一部を削除し、乗組員には秘密を厳守するよう命じた。
アセニアの沈没後、親枢軸・反英の一派の間で陰謀論が流布した。例えば、ボストンのイタリアン・ニュース紙は同船がイギリスの機雷によって沈み、アメリカを戦争へ引き込むためドイツの潜水艦に罪が着せられたと提唱している。その主張には根拠がない。

## 積荷
グラスゴーで888トンの積荷が積載され、そのうち472トンは煉瓦であった。他にはスコットランドの花崗岩で作られたカーリング用ストーン、トロントの学校で使用する教科書、旅行客がヨーロッパで購入した新しい服を積めた、密封された鋼鉄製の箱、旅客の一人でイギリスのイラストレーター、ウィニフレッド・ウォーカーが企画していた書籍、「シェイクスピアの花」のための水彩画 が含まれている。
アメリカの学者、カーソップ・レイクとシルヴァ・レイク夫妻が1938年から1940年にかけて発掘したウラルトゥの遺物、野外調査記録や発見物のほとんどが船の沈没で失われた。
1939年9月4日、カーリング用ストーンの製造業者、アンドリュー・ケイ社はトロントの販売代理店に電報を送り、「今朝アセニアがスコットランド沖で沈没したと聞き、弊社の工場から出荷されたものの中でも最高のカーリング用ストーンの積荷がともに失われたことを遺憾に思います」と伝えた。現在のケイズ・オブ・スコットランドで2018年当時、秘書・取締役を務めたジェームズ・ウィリーによれば、この便の船荷証券3通にはロンドンとオンタリオのカーリング・クラブに向けたアルサ・クレイグ島産ブルー・ホーン花崗岩製カーリング用ストーン48組、トロントのハイ・パーク・カーリング・クラブ向けの同製品41組そしてリンゼイ・カーリング・クラブ向けの同島産レッド・ホーン花崗岩製ストーン50組が含まれていた。これらアンドリュー・ケイ社製アルサ・クレイグ島産高級カーリング・ストーンはハンドルとケース込みでほぼ6トンもの重量となり、1939年の価格で585.12ポンド（2019年の36,544ポンドに相当）もの価値があった。

### 沈没船の発見
2017年、海洋学者で海洋考古学者のデイビッド・メアンズは、アセニアと思われる残骸を発見した。メアンズは、アイルランド地質調査所が海底地図を作成するためにスキャンしたソナー画像を使用して、ロックール・バンクにある難破船の位置を特定した。彼は「これが100%アセニアとは言えない」としながらも、「専門家の意見では、それがアセニアである可能性が非常に高い」と述べた。

### 沈没の合法性
アセニアは非武装の旅客船であったため、潜水艦を含むすべての軍艦が商船を停止して検疫することは許されていても、船が禁制品を積載していない限り、拿捕や沈没を禁止するハーグ条約および1930年のロンドン海軍軍縮会議に違反していた。仮に沈没させたとしても、その場合は優先的に乗客・乗員を安全な場所に輸送することが求められた。ドイツは1930年の条約に署名していないが、1936年のドイツの拿捕船規則ではその制約を踏襲している。U-30のレンプはこれらのことをまったく行わず、警告なしに攻撃することを選んだ。

## 記念碑
アテネの乗組員で行方不明になったイギリス人は、ロンドンのタワー・ヒル記念館で追悼された。亡くなったカナダ人乗組員の名簿はノバスコシア州ハリファックス、ポイント・プレザント・パークのハリファックス記念館（船員記念館）と、この沈没で死亡し、ブリティッシュ・コロンビア州ラングフォードにある女性商船団員の記念碑に名を残すカナダ人スチューワーデス、ハンナ・ベアードに捧げられた銘板に残されている。

## 大衆文化
この沈没事件の全貌を語る映画は制作されていないが、ミッチェル・レイセン監督、クローデット・コルベール、レイ・ミランド主演の映画『囁きの木陰』（1940年）には客船の雷撃に関わるシーンがある。
レット・ミラーが作詞し、そのバンド「Old 97's」が演奏する歌『Rollerskate Skinny』はアセニアの沈没に触れている.。
ジョン・ディクスン・カーの小説、『震えない男』でフェル博士は聴衆に「客船アセニア：全犠牲者の名簿」という見出しを載せた新聞を見せ、物語の終りを告げる。第二次世界大戦が始まり、謎の真実が明らかになりそうもないと言いたいのであった。
またアセニアの沈没は、戦前のプラハを舞台に、ドイツの侵攻にって離ればなれとなった若い恋人ふたりの夢がいかに破られたか、そして第二次大戦並びにホロコースト中の忍耐、体験とアメリカにおける数十年後の再開を描くアリソン・リッチマンの小説、『The lost wife』で言及されている。
この事件に関する近年の広範な調査はカイ・ラーデマッハーが2009年に著し、ハンブルクのマーレ出版者から発行した本、『Drei Tage im September – die letzte Fahrt der Athenia, 1939』（9月の3日間―アセニアの最後の航海、1939年）に著述された。
ノーマン・コリンズの小説、『London Belongs to Me』で著者はヨーロッパで戦争が勃発した際、アセニアの沈没を描写している。その結果としてロンドン市民は戦争の始まりを疑わなくなり、今後に向けて互いに励まし合う。同様にパトリック・ハミルトンの『Hangover Square』（1941年）の終りで主人公のジョージ・ボーンは新聞各紙が「アセニアの沈没ばかりを報じている」様子を目にする。
この沈没事件はまた、映画『U 47 – Kapitänleutnant Prien』（1958年）冒頭の一部を構成している。
沈没と救助の生々しい目撃談は、戦時中のエース・パイロットとしての体験を綴ったジェームズ・アレクサンダー・グッドソンの自伝の第1章に見られる。
アセニアの沈没はローリー・クレメンツの小説『ネメシス』において不可欠な部分となっている。

## 著名な旅客
- アンドリュー・アラン（英語版）：CBCラジオ（英語版）のドラマの主筆、ジュディス・イヴリン（英語版）の婚約者。
- パックス・ウォーカー（ドイツ語版）：イギリスの舞台・映画女優。
- ハンナ・ラッセル・クローフォード・ベアード：モントリオール出身の民間人、スチューワーデス。第二次世界大戦で犠牲となった初のカナダ人[30]。享年66歳。
- バーバラ・キャス＝ベッグス（英語版）：イギリス系カナダ人の教師、作家、音楽学者。
- ジュディス・イヴリン（英語版）：アメリカの舞台・映画女優（『Craig's Wife（英語版）』）（その婚約者、アンドリュー・アラン（英語版）とともに生存）。
- トーマス・エルドレス・フィンリー・Jr.；コネチカット州ウィンザー（英語版）にあるルーミス・チャフィー・スクール（英語版）校長とその妻、ミルドレット・シャックレット・フィンリー。
- ジェームズ・アレクサンダー・グッドソン（英語版）：後の王立カナダ空軍戦闘機パイロットそしてアメリカ陸軍航空軍のエース。
- リチャード・スチューアート・レイク（英語版）：サスカチュワン州前副総督、政治家とその妻、ドロシー・シュライバー・レイク。
- チャールズ・プリンス・Sr.とチャールズ・プリンス・Jr：メイン州キタリー出身。ポーツマス海軍造船所の従業員。
- ニコラ・ルビッチュ：映画監督エルンスト・ルビッチュの10歳の娘。保母が同伴していた。
- ジョン・ハンデイル・ローレンス（英語版）：アメリカの物理学者、医学博士。後に「核医学の父」と呼ばれる。彼はカリフォルニア州バークリーに戻り、兄で物理学者のアーネスト・ローレンスとともに働いた。
- ジルダ・モルガ（英語版）：父や兄弟とともに、後のカナダの政治家となる。
- エリザベス・ルイスとその子供2名：ロサンゼルス、ワーナー・ブラザース（1939年）の弁護士・法律顧問の妻子。
- ジェームズ・ソーントン・マスタード：カナダの内科医・心臓外科医であるウィリアム・ソーントン・マスタード（英語版）の父。
- ダフネ・セバグ＝モンテフィオーレ：モーゼス・モンテフィオーレ（英語版）の親戚。
- アグネス・シャープ：現職の協同連邦党所属市会議員（ハミルトン第8区）。ハミルトン市議会（英語版）に選出された二人目の女性議員[31]。
- チャールズ・ウォートン・ストーク（英語版）：アメリカの作家、エッセイスト（『Day Dreams of Greece』）、博士。
- エドワード・T・ウィルクス：博士、子供の健康管理の主導者、小児科関連書の著者、ニューヨーク小児科学会初代会長。
- マーガレッタ・ドレクセル（英語版）：第14代ウィンチェルシー伯ガイ・ハットン（英語版）の妻。
- エフィー・スコット・マレリー：ニューヨーク州サラトガ・スプリングズ市長アディソン・マレリーの妻。
- ヘレン・ジョンソン・ハネイ：アレン・ブロウグス・ハネイ（英語版）判事の娘。
- ジョージ・ペンローズ・ウールコム：アッシュバリー大学（英語版）の創設者。
- ルールー・エーディス・スウェイガード：イデオキネシス（英語版）の先駆者、メイベル・エルスワース・トッド（英語版）の同僚。『Human Movement Potential: It's Ideokinetic Facilitation』 の著者。
- マーガレット・ドゲット：後のトラメル・クロウ（英語版）の妻、ハーラン・クロウ（英語版）の母。
- ビル・ギャッツビー（英語版）：後に名誉の殿堂入りを果たすナショナル・ホッケー・リーグのディフェンスマン（活動期間：1946年-1966年）。
- ウィニフレッド・ウォーカー：多数の賞を獲得した園芸家、ウェストミンスターのイギリス王立園芸協会の公的園芸家、後のカリフォルニア大学の常勤園芸家[21][32]。